# Питьевая вода

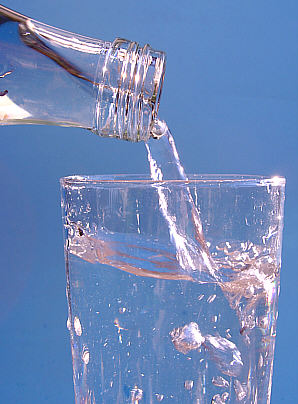
Бутилированная вода

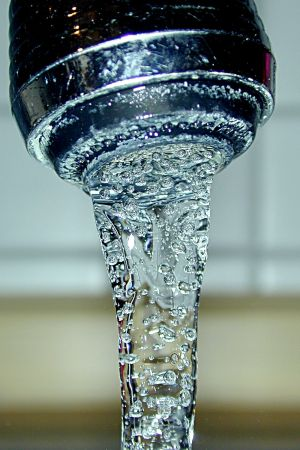
Централизованное водоснабжение

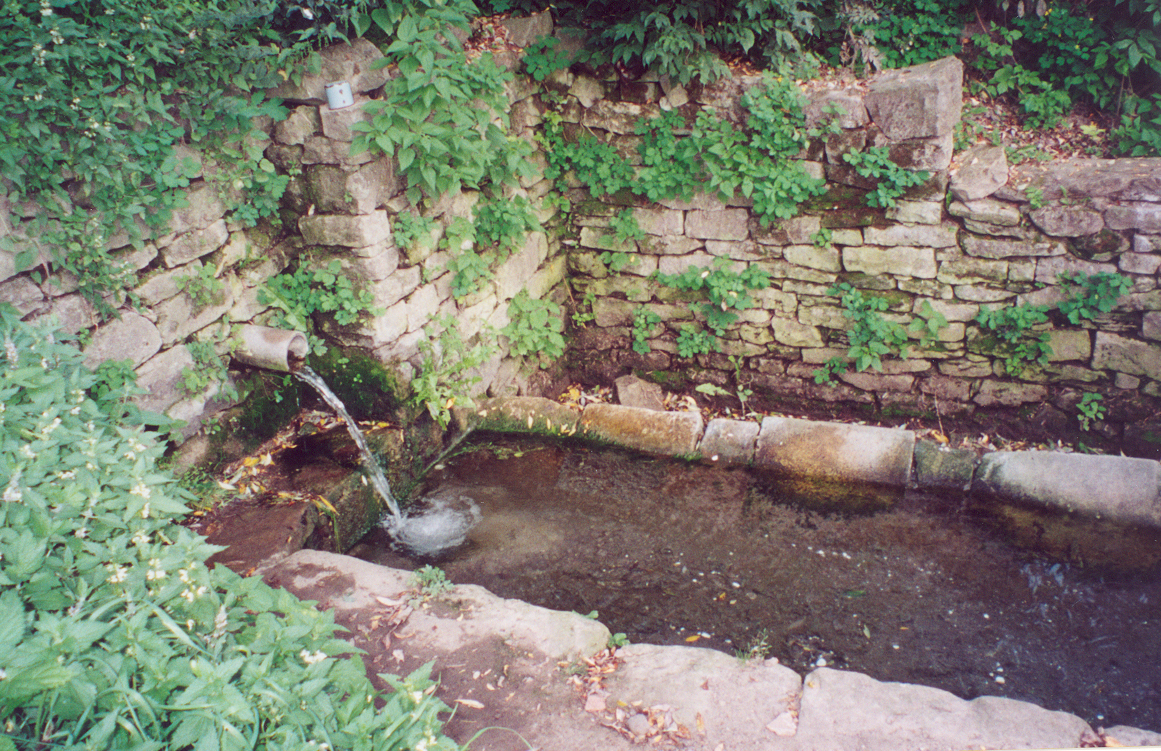
Шипот — подземный источник снабжения питьевой водой в селе Дзыговка Ямпольского района Винницкой области Украины

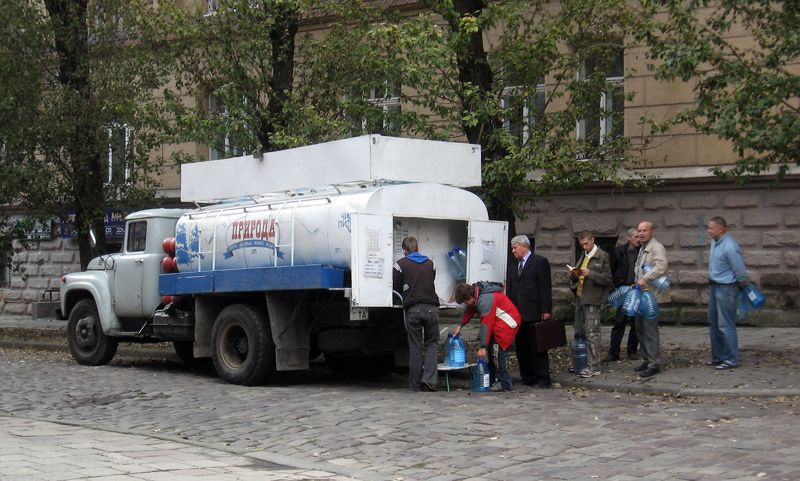
Продажа питьевой воды, Львов, Украина, 2007

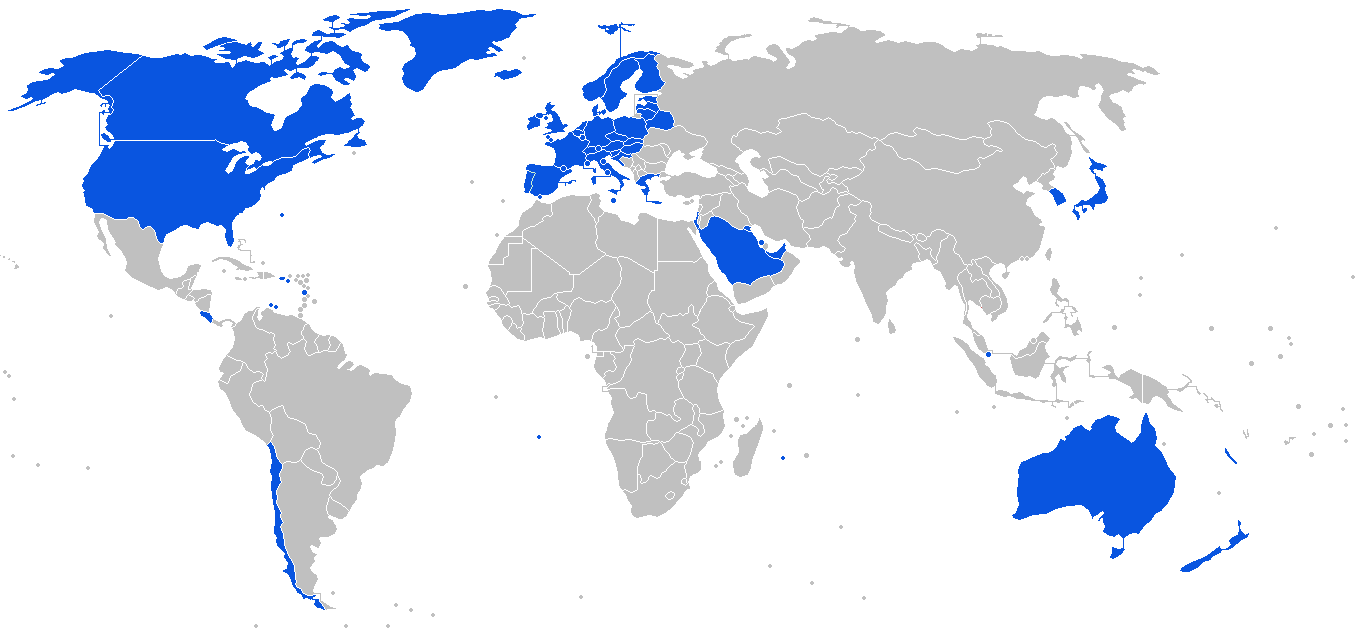
Страны, где водопроводная вода безопасна для питья

Питьева́я вода́ — вода, предназначенная для ежедневного неограниченного и безопасного потребления живыми существами. Главным отличием от столовых и минеральных вод является пониженное содержание солей (сухого остатка), а также наличие действующих стандартов на общий состав и свойства (СанПиН 2.1.4.1074-01 — для централизованных систем водоснабжения и СанПиН 2.1.4.1116-02 — для воды, расфасованной в ёмкости).
Пресная вода из многих источников непригодна для употребления людьми в качестве питья, так как может служить источником распространения болезней или вызывать долгосрочные проблемы со здоровьем, если она не отвечает определённым стандартам качества воды.
Вода, которая не вредит здоровью человека и отвечает требованиям действующих стандартов качества, называется питьевой водой. В случае необходимости, чтобы вода соответствовала санитарно-эпидемиологическим нормам, её очищают или, как принято формулировать в официальной документации, «подготавливают» с помощью установок водоподготовки.
В глобальном масштабе к 2015 году 89 % людей имели доступ к воде, пригодной для питья. В странах Африки к югу от Сахары доступ к питьевой воде составляет от 40 % до 80 % населения. Около 4,2 миллиарда человек во всем мире имели доступ к водопроводной воде, а ещё 2,4 миллиарда человек имели доступ к колодцам или общественным водопроводным кранам. Всемирная организация здравоохранения считает доступ к безопасной питьевой воде одним из основных прав человека.